# The Captain Morgan Rum Company
The Captain Morgan Rum Company je společnost, která prodává rum značky Captain Morgan. Společnost založil v roce 1945 Sam Bronfman, dříve prezident a výkonný šéf Seagram's drinks company, který přijel ve 40. letech 20. století do Karibiku a využil možnosti, které nabízely kořeněné rumy. Nakonec se stal jedním z nejvýznamnějších prodejců rumu ve světě. Koupil lihovar v Long Pond a starý rodinný recept na kořeněný rum, který se stal základem pro Captain Morgan – Original Spiced Gold. Dnes jsou společnost a její rum Captain Morgan známé po celém světě.